# Złota Ławka we Włoszech
Złota Ławka (wł. Panchina d’Oro) – nagroda przyznawana każdego roku dla najlepszego trenera Serie A. W latach 1990–1994 nagradzani byli najlepsi w Europie, następnie do 2006 szkoleniowcy Serie A i Serie B. Od 2006 roku otrzymać ją mogą jedynie trenerzy pracujący w klubach najwyższej klasy rozgrywkowej, a równolegle przyznawana jest Srebrna Ławka (wł. Panchina d’Argento) dla najlepszego trenera Serie B.

## Laureaci Złotej Ławki
| Rok  | Zwycięzca             | Kraj                  | Drużyna                       |
| ---- | --------------------- | --------------------- | ----------------------------- |
| 1991 | Raymond Goethals      | Francja               | Olympique Marsylia            |
| 1992 | Fabio Capello         | Włochy                | A.C. Milan                    |
| 1993 | nagrody nie przyznano | nagrody nie przyznano | nagrody nie przyznano         |
| 1994 | Fabio Capello         | Włochy                | A.C. Milan                    |
| 1995 | Marcello Lippi        | Włochy                | Juventus F.C.                 |
| 1996 | Marcello Lippi        | Włochy                | Juventus F.C.                 |
| 1997 | Alberto Zaccheroni    | Włochy                | Udinese Calcio                |
| 1998 | Luigi Simoni          | Włochy                | Inter Mediolan                |
| 1999 | Alberto Zaccheroni    | Włochy                | A.C. Milan                    |
| 2000 | Alberto Cavasin       | Włochy                | US Lecce                      |
| 2001 | Fabio Capello         | Włochy                | AS Roma                       |
| 2002 | Luigi Delneri         | Włochy                | Chievo Verona                 |
| 2003 | Carlo Ancelotti       | Włochy                | A.C. Milan                    |
| 2004 | Carlo Ancelotti       | Włochy                | A.C. Milan                    |
| 2005 | Luciano Spalletti     | Włochy                | Udinese Calcio                |
| 2006 | Cesare Prandelli      | Włochy                | AC Fiorentina                 |
| 2007 | Cesare Prandelli      | Włochy                | AC Fiorentina                 |
| 2008 | Roberto Mancini       | Włochy                | Inter Mediolan                |
| 2009 | Massimiliano Allegri  | Włochy                | Cagliari Calcio               |
| 2010 | José Mourinho         | Portugalia            | Inter Mediolan                |
| 2011 | Francesco Guidolin    | Włochy                | Udinese Calcio                |
| 2012 | Antonio Conte         | Włochy                | Juventus F.C.                 |
| 2013 | Antonio Conte         | Włochy                | Juventus F.C.                 |
| 2014 | Antonio Conte         | Włochy                | Juventus F.C.                 |
| 2015 | Massimiliano Allegri  | Włochy                | Juventus F.C.                 |
| 2016 | Maurizio Sarri        | Włochy                | SSC Napoli                    |
| 2017 | Massimiliano Allegri  | Włochy                | Juventus F.C.                 |
| 2018 | Massimiliano Allegri  | Włochy                | Juventus F.C.                 |
| 2019 | Gian Piero Gasperini  | Włochy                | [[Atalanta BC\| Atalanta BC]] |
| 2020 | Gian Piero Gasperini  | Włochy                | [[Atalanta BC\| Atalanta BC]] |
| 2021 | Antonio Conte         | Włochy                | Inter Mediolan                |
| 2022 | Stefano Pioli         | Włochy                | A.C. Milan                    |
| 2023 | Luciano Spalletti     | Włochy                | SSC Napoli                    |

## Wielokrotni laureaci
Lista trenerów, którzy zdobyli więcej niż jeden tytuł.
- 4 Massimiliano Allegri
- 4  Antonio Conte
- 3  Fabio Capello
- 4  Massimiliano Allegri
- 2  Carlo Ancelotti
- 2  Marcello Lippi
- 2  Cesare Prandelli
- 2  Alberto Zaccheroni
- 2 Luciano Spalletti

## Zdobyte tytuły według klubu
Lista zespołów, które reprezentowali laureaci Złotej Ławki z sumą zdobytych przez nich tytułów.
- 8  Juventus F.C.
- 6  A.C. Milan
- 4  Inter Mediolan
- 3  Udinese Calcio
- 2  AC Fiorentina
- 2  SSC Napoli
- 2  Atalanta BC
- 1  Cagliari Calcio
- 1  Chievo Verona
- 1  US Lecce
- 1  Olympique Marsylia[1]
- 1  AS Roma

## Laureaci Srebrnej Ławki
| Rok  | Zwycięzca            | Kraj       | Drużyna               |
| ---- | -------------------- | ---------- | --------------------- |
| 1991 | Vujadin Boškov       | Jugosławia | UC Sampdoria          |
| 1991 | Ljupko Petrović      | Jugosławia | Crvena Zvezda Belgrad |
| 1991 | Johan Cruijff        | Holandia   | FC Barcelona          |
| 1992 | Carlos Alberto Silva | Brazylia   | FC Porto              |
| 1992 | Raymond Goethals     | Francja    | Olympique Marsylia    |
| 1992 | Howard Wilkinson     | Belgia     | Leeds United          |
| 1992 | Bobby Robson         | Anglia     | PSV Eindhoven         |
| 1995 | Renzo Ulivieri       | Włochy     | FC Bologna            |
| 1996 | Osvaldo Jaconi       | Włochy     | Catel di Sangro       |
| 1997 | Giuseppe Pillon      | Włochy     | Treviso Calcio        |
| 1998 | Corrado Benedetti    | Włochy     | AC Cesena             |
| 1999 | Claudio Foscarini    | Włochy     | AlzanoCene            |
| 2000 | Serse Cosmi          | Włochy     | Perugia Calcio        |
| 2001 | Gianni De Biasi      | Włochy     | Modena FC             |
| 2002 | Ezio Rossi           | Włochy     | Triestina Calcio      |
| 2003 | Elio Gustinetti      | Włochy     | U.C. AlbinoLeffe      |
| 2004 | Mario Somma          | Włochy     | A.C. Arezzo           |
| 2005 | Domenico Di Carlo    | Włochy     | AC Mantova            |
| 2006 | Antonio Soda         | Włochy     | Spezia Calcio         |
| 2007 | Gian Piero Gasperini | Włochy     | Genoa CFC             |
| 2008 | Giuseppe Iachini     | Włochy     | Chievo Verona         |
| 2009 | Antonio Conte        | Włochy     | AS Bari               |
| 2010 | Pierpaolo Bisolli    | Włochy     | AC Cesena             |
| 2011 | Attilio Tesser       | Włochy     | Novara Calcio         |
| 2012 | Zdeněk Zeman         | Czechy     | Delfino Pescara 1936  |
| 2013 | Eusebio Di Francesco | Włochy     | US Sassuolo           |
| 2014 | Maurizio Sarri       | Włochy     | Empoli FC             |
| 2015 | Roberto Stellone     | Włochy     | Frosinone Calcio      |
| 2016 | Ivan Jurić           | Chorwacja  | FC Crotone            |